# Фортеця Нещерда
Фортеця Нещерда — оборонна споруда на мисі озера Нещердо, споруджена в 1563 році московитами після захоплення Польщі. Розташована у Себезькому районі на півдні сучасної Псковської області Росії, на прикордонні з Білоруссю.
13 грудня полоцький воєвода Іван Дорогостайський захопив і спалив московську фортецю, в якій вперто захищалися і загинули близько 2000 московитів. Місце, де стояв замок, називається Городок. На цьому місці розташований великий курган — Княжа могила.